# Nephtyidae
Nephtyidae – rodzina wieloszczetów z rzędu Phyllodocida. Obejmuje około 160 opisanych gatunków. Kosmopolityczne, bentosowe. Zamieszkują morza od strefy pływów po abisal.

## Morfologia

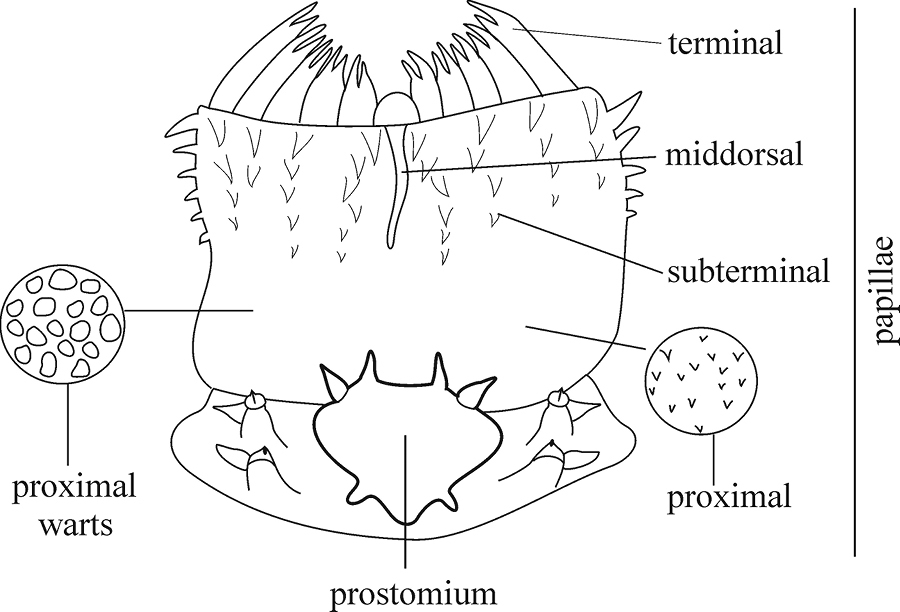
Ryjek (wynicowana gardziel)

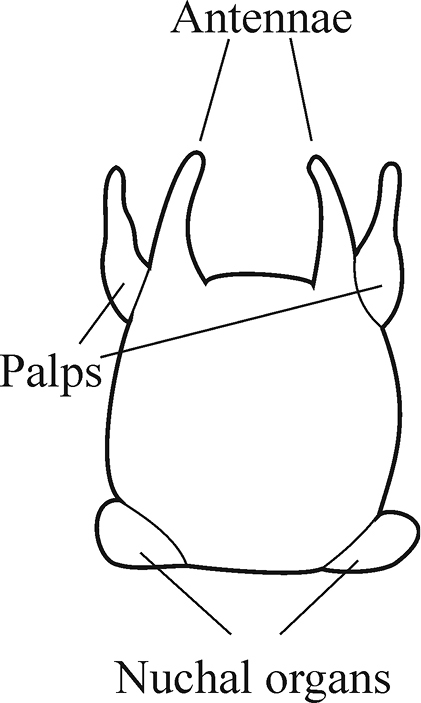
Prostomium przy schowanym ryjku

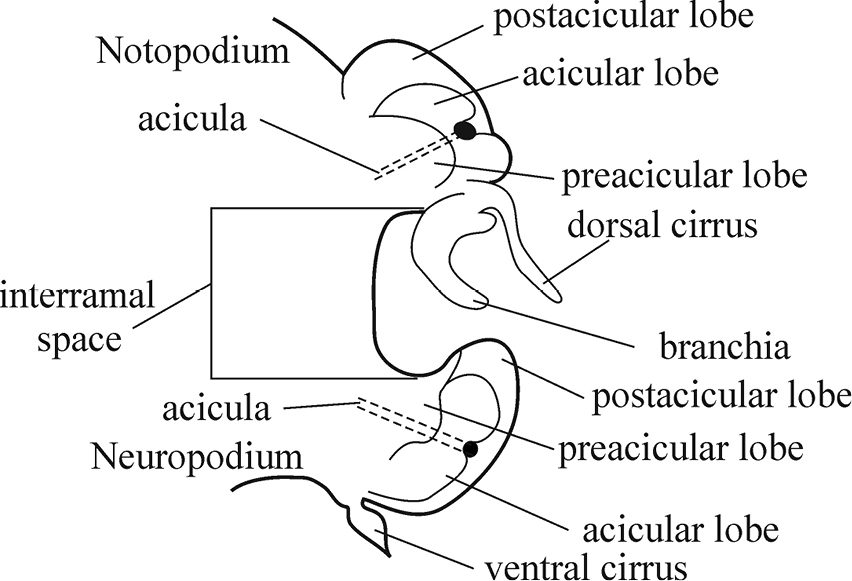
Budowa parapodium

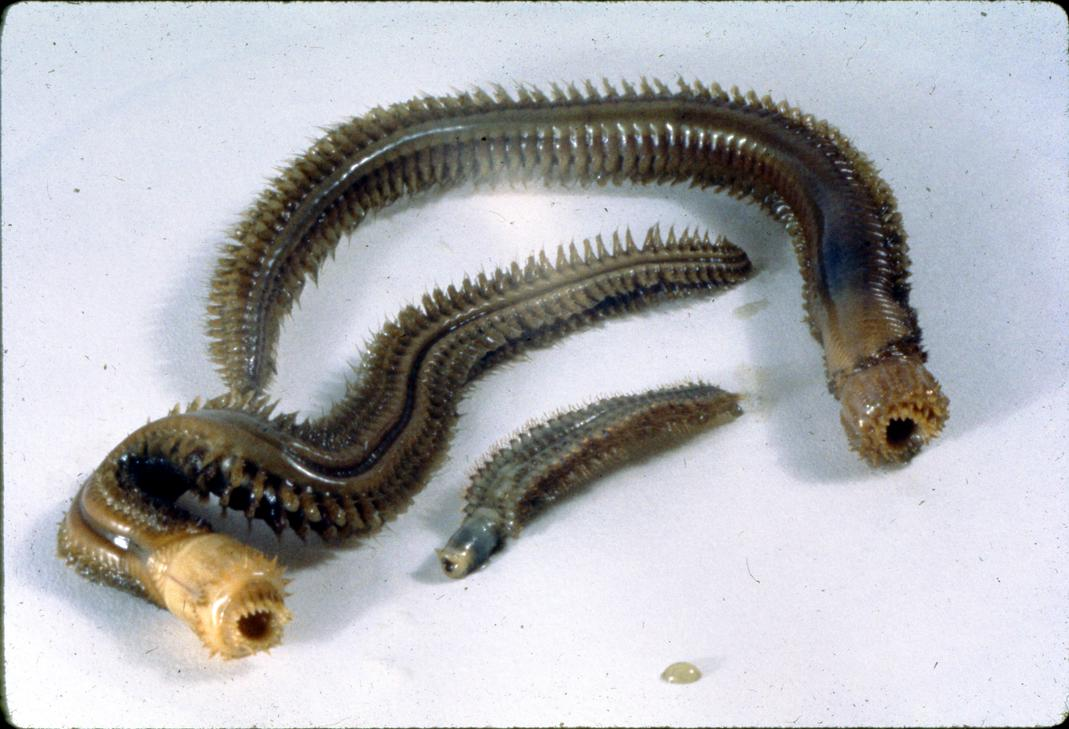
Nieoznaczony przedstawiciel rodziny odłowiony u wybrzeży Antarktydy.

Wieloszczety o ciele długim i wąskim, gwałtownie zwężonym ku przodowi i delikatniej zwężonym ku tyłowi, w przekroju czworokątnym, pozbawionym łusek. Rozmiary osiągają różne, od poniżej 1 cm u gatunków najmniejszych do kilkudziesięciu cm u największych.
Prostomium ma zarys prawie czworokątny przy ryjku schowanym i prawie pięciokątny przy ryjku wynicowanym. Z wyjątkiem rodzaju Inermonephtys w przednich kątach prostomium osadzona jest jedna para czułków o stożkowatym kształcie. U Inermonephtys czułki uległy zanikowi. Brzuszno-boczne kąty prostomium zaopatrzone są w parę głaszczków, które u rodzaju Micronephtys bywają rozwidlone. W grzbietowo-bocznych częściach krawędzi tylnej prostomium umieszczona jest para narządów nuchalnych. Ryjek tworzy umięśniona, cylindryczna, duża gardziel, która może wywracać się na zewnątrz. Powierzchnia proksymalnej części gardzieli jest gładka, zaopatrzona w płaskie i małe brodawki lub w drobne i niskie papille o kształcie stożkowatym lub zaokrąglonym. Region subterminalny gardzieli wyposażony jest w od 14 do 22 podłużnych szeregów papilli o kształcie stożkowatym do palcowatego i rozmiarach malejących ku podstawie ryjka. Subterminalnie położona jest zwykle również para niewielkich szczęk. Przednia krawędź ryjka otoczona jest przez od 18 do 20 rozdwojonych papilli terminalnych, przy czym ich zestaw przerwany jest po stronie grzbietowej i brzusznej przestrzenią, która może mieć pojedynczą papillę o stożkowatym kształcie.
Oczy mogą występować w liczbie jednej lub dwóch par, ale często u osobników dorosłych są z zewnątrz niewidoczne lub całkiem zanikłe. Oczy umieszczone są podskórnie na prostomium lub przednim segmencie ciała, zwykle bezpośrednio na płatach mózgowych.
Parapodia są dobrze widoczne, zbudowane z dwóch dobrze rozwiniętych gałęzi – grzbietowego notopodium i brzusznego neuropodium. Każde z nich podzielone jest na płat preacikularny (przedszczecinkowy), wsparty stożkowatą, zaokrągloną lub dwupłatkową acikulą płat acikularny oraz położony za nim płat postacikularny (zaszczecinkowy). Pierwsza para parapodiów osadzona jest bocznie. Zarówno na notopodiach, jak i na neuropodiach występują cirrusy. Cirrusy interramalne, tj. wyrastające z brzusznych części notopodiów i wchodzące w przestrzenie między notopodiami a neuropodiami, pełnią funkcję skrzeli. Skrzela te odgięte są na zewnątrz lub zawinięte i mogą mieć kształt albo smukły i palcowaty, albo nabrzmiały u nasady, liściowaty, czasem podzielony na grube żeberko środkowe i cienkie skrzydełka boczne. U podstawy skrzela pod cirrusem notopodialnym umieszczona może być mała papilla o kulistym kształcie. Szczecinki są niezmodyfikowane, często zaopatrzone w zadziory lub kolce. Szczecinki lirowate mogą być obecne lub nie.
Ciało wieńczy pygidium z odbytem umieszczonym końcowo, zaopatrzone w pojedynczy cirrus, co jest cechą unikalną na tle rzędu.

## Ekologia i występowanie
Są to zwierzęta morskie, występujące od strefy pływów aż po abisal, jednak większość gatunków wybiera płytkie wody. Wchodzą w skład bentosu. Preferują miękkie, muliste lub piaszczyste podłoże. Większość przedstawicieli rodziny to drapieżniki aktywnie poszukujące ofiar, drążąc w podłożu, ale niektóre przypuszczalnie żerują na zgromadzonych pod powierzchnią dna osadach. 
Rodzina rozprzestrzeniona jest kosmopolitycznie. Większość, bo ponad 90 poznanych gatunków, zamieszkuje Ocean Spokojny. W wodach polskiego Bałtyku rodzinę reprezentują tylko dwa gatunki N. caeca i N. ciliata.

## Taksonomia
Takson ten wprowadził w 1850 roku Adolph Eduard Grube.
Do rodziny tej zalicza się około 160 opisanych gatunków sklasyfikowanych w 4 rodzajach:
- Aglaophamus Kinberg, 1866
- Inermonephtys Fauchald, 1968
- Micronephthys Friedrich, 1939
- Nephtys Cuvier, 1817

W 2010 roku Ascensão Ravara i inni opublikowali morfologiczno-molekularnej analizy filogenetycznej Nephtyidae, według których rodzaje Nephtys i Micronephthys zajmują pozycje siostrzane, tworząc razem klad siostrzany dla rodzaju Aglaophamus. Bardziej bazalną pozycję zajął Micronephtys cornuta, którego autorzy chcieli wydzielić do odrębnego rodzaju Bipalponephtys. Jednakże w analizie tej nie uwzględniono gatunku typowego rodzaju Micronephthys, który to jest bliższy morfologicznie M. cornuta niż przedstawicielom rodzaju tworzącym klad siostrzany dla Nephtys, w związku z czym analizę poddano krytyce, a Bipalponephtys został jeszcze w tym samym roku uznany za młodszy synonim Micronephthys.